# Macropelopia rossaroi
Macropelopia rossaroi är en tvåvingeart som beskrevs av Lencioni och Marziali 2005. Macropelopia rossaroi ingår i släktet Macropelopia och familjen fjädermyggor.
Artens utbredningsområde är Italien. Inga underarter finns listade i Catalogue of Life.